# James Booth Lockwood
Pour les articles homonymes, voir Booth et Lockwood.
James Booth Lockwood, né le 9 octobre 1852 à Annapolis et mort au cap Sabine le 9 avril 1884, est un explorateur américain.

## Biographie
Fils de Henry Hayes Lockwood (en) et de sa femme Anna, il étudie au St. John's College. Second lieutenant dans le 23e régiment d'infanterie de l'United States Army (octobre 1873), il est promu Lieutenant en 1881 et est engagé comme second en commandement par Adolphus Greely pour l'expédition de la baie Lady Franklin.
Il est célèbre pour avoir, avec David Brainard, battu durant ce voyage scientifique, le record de latitude en atteignant 83°35',. Il cartographie la côte nord du Groenland et traverse toute la Terre de Grant pour rechercher un passage à l'ouest de l'île d'Ellesmere.
Lors de la mutinerie contre le chef de l'expédition, il refuse de le considérer comme fou. De ce fait, il meurt de faim après une longue agonie comme dix-neuf de ses compagnons, près du cap Sabine. Il est inhumé au United States Naval Academy Cemetery (en).
Une île de l'Arctique, Lockwood Island a été nommée en son honneur.
Jules Verne le mentionne dans le premier chapitre de son roman Sans dessus dessous.
Basé sur son journal, Charles Lanman (en) publie en 1885 le récit Farthest North: Or, The Life and Explorations of Lieutenant James Booth Lockwood, of the Greely Arctic Expedition.